# Абрахам Вальд
Абрахам Вальд (нім. Abraham Wald; 31 жовтня 1902, Клуж-Напока, Австро-Угорщина — 13 грудня 1950, Траванкор, Індія) — угорський математик і статистик. У сферу його наукових інтересів входили теорія прийняття рішень, економетрика, геометрія, математична статистика і теорія ймовірностей.

## Біографія
Народився в релігійній сім'ї. Отримав домашню освіту під керівництвом батьків.
Продовжив освіту в  Віденському університеті, в 1931 році став  доктором філософії з математики.
Його керівником став Карл Менгер.
Був змушений емігрувати до США. У роки  Другої світової війни використовував статистичні методи для вирішення проблеми зменшення втрат американської бойової авіатехніки. У 1950 р. на запрошення індійського уряду читав лекції, загинув в результаті авіаційної катастрофи в гірському масиві  Нілгірі.

## Внесок у науку
- Під керівництвом  Карла Менгера, Абрахам дав аксіоматичний опис обмежень на кривизну поверхонь[11].
- Засновник  статистичного послідовного аналізу
- Теорема Манна - Вальда
- Розподіл Вальда,
- Тест Вальда,
- Тотожність Вальда

## Основні публікації
- «A New Formula for the Index of Cost of Living», Econometrica, vol. 7, no 4, 1939, p. 319-331
- «Contributions to the Theory of Statistical Estimation and Testing Hypotheses», dans Annals of Mathematical Statistics, vol. 10, no 4, 1939, p. 299-326
- «The Fitting of Straight Lines if Both Variables Are Subject to Error», dans Annals of Mathematical Statistics, vol. 11, no 3, 1940, p. 284-300
- Abraham Wald, «Sequential Tests of Statistical Hypotheses», dans Annals of Mathematical Statistics, vol. 16, no 2, juin 1945 року, p. 117-186
- Abraham Wald, Sequential Analysis, New York, John Wiley & Sons, 1947
- Abraham Wald, Statistical Decision Functions, John Wiley & Sons, New York; Chapman & Hall, Londres, 1950.